# Гуляєв Данило Маркіянович
Данило Маркіянович Гуляєв (нар. 1916, село Янівка, тепер село Іванівка Олександрівського району Кіровоградської області — ?) — український радянський партійний діяч, 1-й секретар Станично-Луганського районного комітету КПУ Луганської області. Депутат Верховної Ради УРСР 7-го скликання.

## Біографія
У 1934 році закінчив учительський технікум.
З 1934 року працював вчителем, керував дитячим будинком.
Служив у Червоній армії, учасник німецько-радянської війни. Воював на Карельському фронті. Після важкого порання був демобілізований із армії.
Член ВКП(б) з 1944 року.
Перебував на відповідальній комсомольській та партійній роботі у Ворошиловградській (Луганській) області.
Закінчив Вищу партійну школу при ЦК КПУ.
Заочно закінчив сільськогосподарський інститут.
З середини 1950-х по 1962 рік — 1-й секретар Станично-Луганського районного комітету КПУ Ворошиловградської (Луганської) області.
У 1962—1965 роках — секретар партійного комітету Станично-Луганського територіального радгоспно-колгоспного виробничого управління Луганської області.
У січні 1965 — після 1972 року — 1-й секретар Станично-Луганського районного комітету КПУ Луганської області.
Потім — на пенсії.

## Нагороди
- орден Леніна
- орден Трудового Червоного Прапора (26.02.1958)
- орден Вітчизняної війни І ст. (6.04.1985)
- ордени
- медалі